# 清朝军事体制
清朝军事体制，起自后金。

## 机构
指挥机构：
- 议政王大臣会议
- 兵部，
- 军机处，
- 陆军部
- 海军部
- 军咨府

## 编制
- 八旗
- 绿营
- 勇营
- 新军